# Covivio
Covivio (ehemals Foncière des Régions) ist ein französisches, börsennotiertes Unternehmen im Immobiliensektor mit Hauptsitz in Paris, das 1998 gegründet wurde. Covivio ist schwerpunktmäßig in Deutschland, Frankreich und Italien aktiv.
In Deutschland ist das Unternehmen in Städten wie Berlin, Dresden, Frankfurt am Main, Hamburg, Leipzig und der Rhein-Ruhr-Region vertreten. Die Wurzeln von Covivio in Deutschland liegen im ThyssenKrupp-Konzern.

## Geschichte

### Ursprünge im ThyssenKrupp-Konzern
Die Wurzeln von Covivio in Deutschland liegen im Werkswohnungsbau der Stahlkonzerngründer August Thyssen und Alfred Krupp, der in den 1860er und 1870er Jahren begann. Nach der Fusion von Thyssen und Krupp war die ThyssenKrupp Immobilien GmbH für die Verwaltung des Werkswohnungsbestandes verantwortlich. Im Jahr 2004 schied das Unternehmen aus dem ThyssenKrupp-Konzern aus und wurde an ein Erwerberkonsortium unter der Leitung von Morgan Stanley sowie der Corpus Immobiliengruppe verkauft. Es folgte die Umfirmierung in Immeo.

### Übernahme durch Foncière des Régions
Im Jahr 2006 übernahm die französische Immobiliengesellschaft Foncière des Régions, später in Covivio umbenannt, Immeo und erlangte so einen Bestand von rund 40.000 Wohnungen. Ab 2011 erweiterte die, zwischenzeitlich in Immeo SE umgewandelte Unternehmensgruppe, ihr Portfolio in Deutschland und erwarb Objekte in Berlin, Potsdam, Dresden, Leipzig und Hamburg.

### Von Foncière des Régions zu Covivio
Foncière des Régions wurde 1998 unter der Leitung von Charles Ruggieri in Metz gegründet und erhielt 2002 ihren heutigen Namen. 2007 erweiterte Foncière des Régions seine Präsenz mit der Übernahme des italienischen Immobilienunternehmens Beni Stabili.
Im Jahr 2018 wurde Foncière des Régions in Covivio umbenannt um das internationale Wachstum und das veränderte Portfolio des Unternehmens widerzuspiegeln.
2020 hatte Covivio ein Gesamtvermögen von 280 Millionen Euro und investierte rund 1,2 Milliarden Euro in Deutschland. Im selben Jahr startete das Unternehmen ein Übernahmeangebot für die deutsche Immobiliengesellschaft Godewind Immobilien und erwarb 552 Wohnungen in Berlin für 130 Millionen Euro.
Zudem begann Covivio im folgenden Jahr mit dem Bau der Türme am Alexanderplatz in Berlin, ein Projekt mit einer geschätzten Investitionssumme von 530 Millionen Euro.
2024 meldete Covivio einen Umsatz von 508,8 Millionen Euro für die ersten neun Monate des Jahres.

## Wirtschaftliches Modell
Covivio verfolgt ein diversifiziertes Geschäftsmodell, das auf drei Assetklassen basiert:
- Büros: Dieser Sektor stellt Mitte 2024 rund 50 % des Gesamtvermögens des Unternehmens dar.[13]
- Wohnimmobilien: In Deutschland positioniert sich die Immobiliengesellschaft im Bereich Wohnen. 2021 machen diese etwa 30 % des Vermögens aus. Covivio konzentriert sich hierbei auf die großen Städte wie Berlin, Dresden, Hamburg und Düsseldorf.[14][5][4]
- Hotels: Dieser Sektor macht rund 20 % des Vermögens aus.[15][16]

## Aktionäre
Liste der Hauptaktionäre am 7. März 2023:
| Delfin-Gruppe                    | 27,2 % |
| Versicherungen des Crédit Mutuel | 8,3 %  |
| Crédit-Agricole-Versicherungen   | 8,1 %  |
| Covéa Finance-Gruppe             | 7,2 %  |
| Öffentlich                       | 49,2 % |